# Jan Galuba
Jan Galuba (ur. 1956, zm. 21 września 2007) – polski dziennikarz, redaktor, publicysta, recenzent, literat, satyryk, autor scenariuszy, konferansjer, krytyk muzyczny, autor tekstów piosenek, animator kultury.
Członek Stowarzyszenia Autorów ZAiKS.

## Życiorys

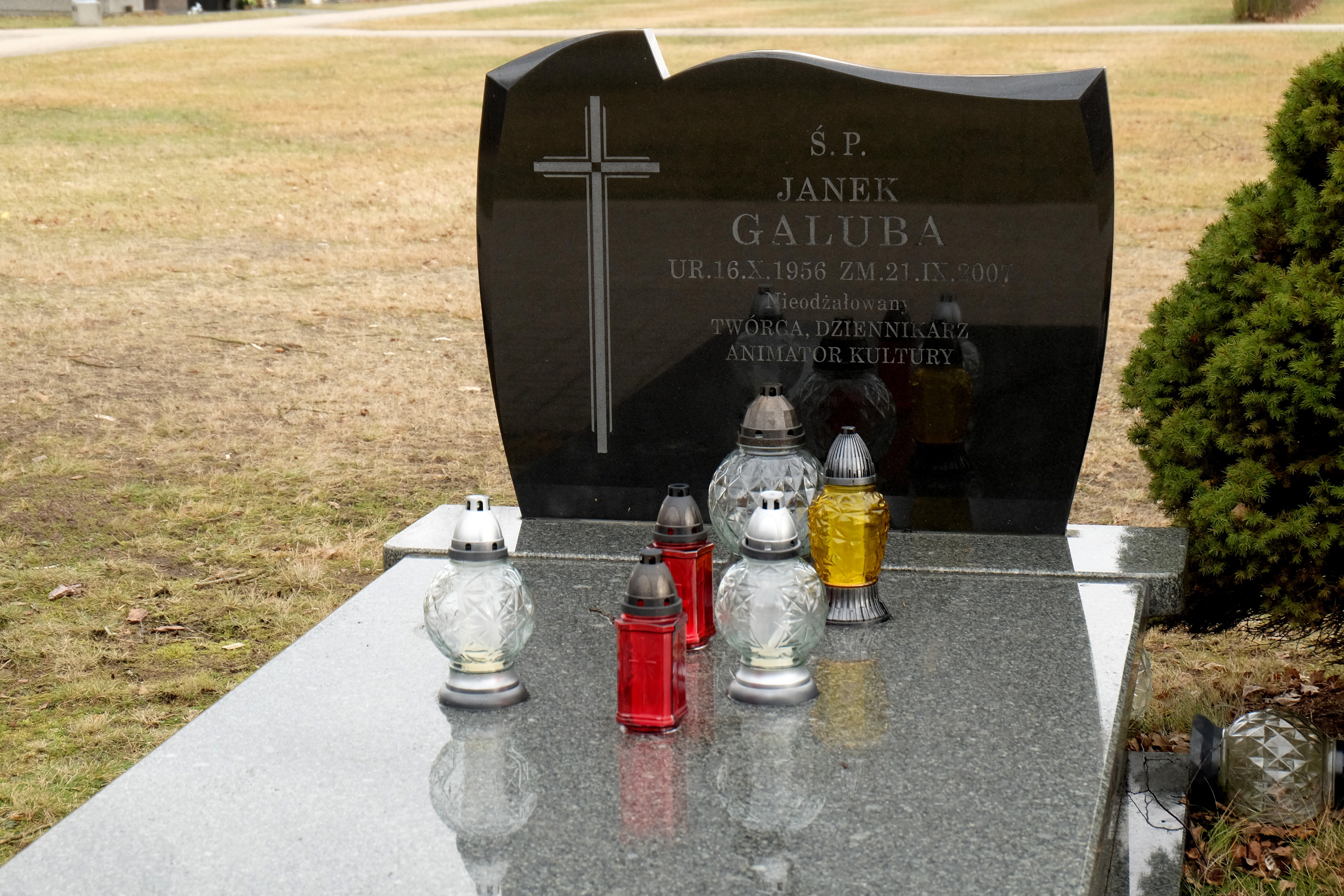
Grób Jana Galuby na Cmentarzu Komunalnym Południowym

Ukończył studia na Wydziale Dziennikarstwa Uniwersytetu Warszawskiego. Kształcił się również na studiach doktoranckich, w Instytucie Teorii Kultury Współczesnej, u profesora Jerzego Adamskiego, w zakresie krytyki artystycznej, teatralnej i literackiej. Jako zawodowy dziennikarz pracował od 1976. Od 1980 r. był redaktorem ogólnopolskiej popołudniówki Express Wieczorny w ramach, której piastował między innymi funkcję zastępcy redaktora naczelnego. Był również redaktorem Expressu Sochaczewskiego. Pisał dla Kuriera Polskiego i Szpilek.   
Był również szefem działu Radia WAWA u Wojciecha Reszczyńskiego oraz dziennikarzem i kierownikiem promocji ogólnopolskiej popołudniówki Kurier Polski. Współpracował z najlepszymi krajowymi gazetami, m.in. z tygodnikiem satyrycznym Szpilki (nagroda za współprowadzenie cyklu satyrycznego „Szołbiznes”), z tygodnikiem Perspektywy, z dziennikiem Sztandar Młodych, miesięcznikiem krytycznym Sztuka Polska, z miesięcznikiem Konfrontacje Akademickie (szef działu kultura), z Warszawskim Informatorem Kulturalnym, z miesięcznikiem Spotkania z Warszawą, z czasopismami muzycznymi Jazz i Synkopa, z tygodnikiem „Halo”.
Był autorem ponad dwustu publikacji muzycznych, literackich, teatralnych i kulturalnych drukowanych w biuletynach zagranicznych Agencji Prasowej Interpress. 
Galuba jako autor miał na koncie ponad sto tekstów piosenek, które napisał dla takich wykonawców muzyki rozrywkowej i popularnej, jak Edyta Torhan, Jan Wojdak i zespół Wawele, Czysty Harry, grupa rockowa Emigranci, Marek Hojda, zespół Break Xpress, Jerzy Rybiński, Marian Lichtman, Sławomir Kowalewski, zespół Trubadurzy, Krystyna Giżowska, Andrzej Tenard, Krzysztof Antkowiak, Sławomir Wierzcholski, grupa Wszystkie Marki Świata, Anna Bańdo. Aktywny był również jako autor piosenki dziecięcej, a jego piosenki których był autorem lub współautorem znalazły się na kilkunastu kasetach magnetofonowych oraz płytach kompaktowych. 
Współprowadził audycję Radia Bis zatytułowaną Niedziela dla nas. Współpracował z pierwszym programem Telewizji Polskiej i Telewizją Polonia (programy 100 pytań do..., Tęczowy Music Box, Odkrywamy talenty). A dla Telewizji TMT zrealizował dwie części filmu krajoznawczego Kenia słońcem malowana.
Zmarł 21 września 2007 i został pochowany w Alei Zasłużonych (12-AZ) na Cmentarzu Komunalnym Południowym dla Warszawy w Antoninowie w gminie Piaseczno.